# Université du Québec à Rimouski - Campus de Lévis
 (novembre 2021).

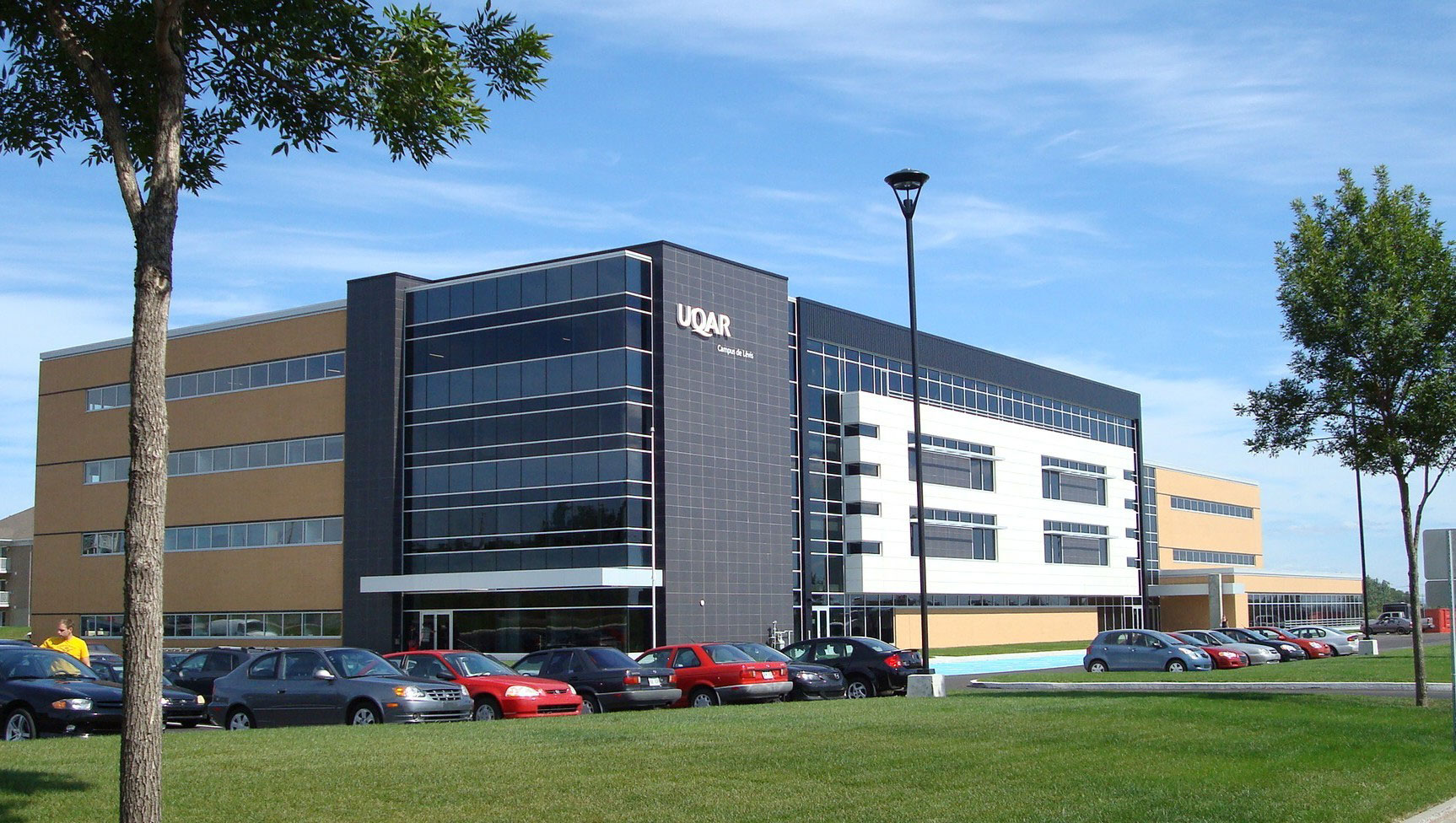
Nouveau campus de l'UQAR à Lévis

Le campus de Lévis de l'Université du Québec à Rimouski est une institution universitaire québécoise, fondée en 1980.

## Histoire

### Bureau régional de Lévis
Fondé en 1980, le campus de Lévis de l'UQAR est spécialisé dans la formation continue à temps partie en administration, en sciences infirmières et en sciences humaines. 

### Centre d'études universitaires de la Rive-Sud
En 1991, le Bureau régional de Lévis change de nom et devient le Centre d'études universitaires de la Rive-Sud. Il est alors situé dans une aile du collège de Lévis, sur la rue Mont-Marie. 
La transformation du bureau régional s'accompagne de l'introduction d'un premier programme de deuxième cycle, la maîtrise en gestion de projets, puis l'année suivante, d'un programme de baccalauréat à temps plein, en sciences de l'administration, suivi en 1994, du programme de baccalauréat en sciences comptables. 

### Campus de Lévis
En 1998, le Centre universitaire devient le Campus de Lévis, avec deux nouveaux programmes de premier cycle à temps complet en sciences de l'éducation. 
En 2000, s'ajoute un programme de MBA pour cadres et d'un baccalauréat en sciences infirmières en 2002. 
La croissance régulière des inscriptions incite la direction à demander des espaces supplémentaires. En 2005, le gouvernement du Québec lance un appel d'offres en vue de l'érection d'un campus. Construit dans le cadre d'un partenariat public-privé (PPP), le nouvel édifice de quatre étages s'érige sur le boulevard Alphonse-Desjardins, au sud du golf de Lévis. Le nouvel édifice de 25 millions de dollars canadiens est loué par l'université pour 25 ans. Les nouveaux locaux sont inaugurés en août 2007 et comprennent également une bibliothèque, un amphithéâtre et un centre sportif.
D'une superficie de 14 400 m2, la construction du campus s'inscrit dans le plan de développement du secteur du boulevard Alphonse-Desjardins, entre la route 132 et de l'autoroute 20.
Le bâtiment est construit dans des normes privilégiant les économies d'énergie (panneaux solaires[Lequel ?],  chauffage et climatisation par géothermie).